# ルイーゼ・マルガレーテ・フォン・プロイセン

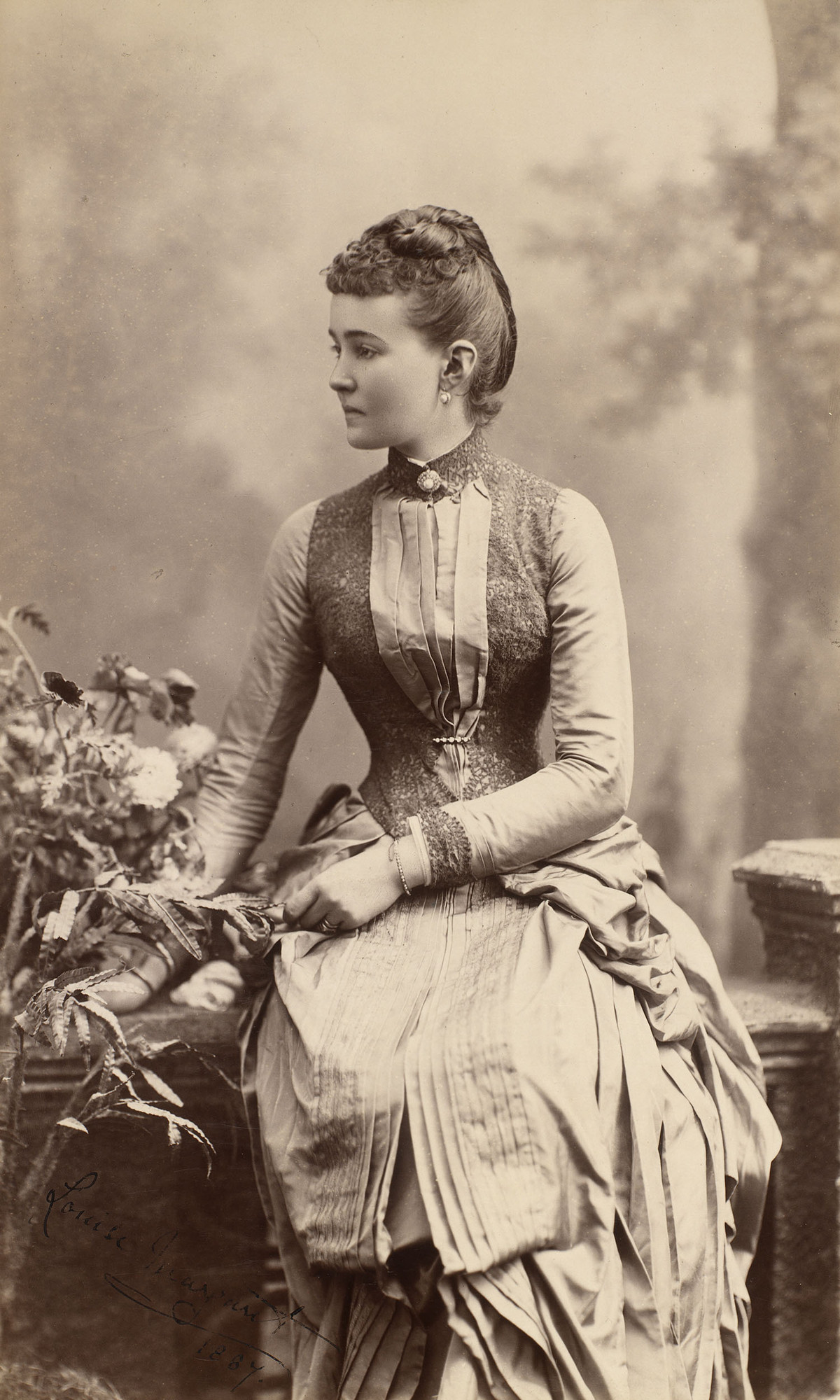
1887年撮影

ルイーゼ・マルガレーテ・フォン・プロイセン（ドイツ語: Luise Margareta von Preußen, 1860年7月25日 - 1917年3月14日）は、プロイセン王国の王族。プロイセン王子フリードリヒ・カールの四女で、イギリス王子・コノート公アーサーの妃となった。
英語名はルイーズ・マーガレット・オブ・プロシア（Louise Margaret of Prussia）。
全名はドイツ語でルイーゼ・マルガレーテ・アレクサンドラ・ヴィクトリア・アグネス（Luise Margarete Alexandra Viktoria Agnes）、英語ではルイーズ・マーガレット・アレグザンドラ・ヴィクトリア・アグネス（Louise Margaret Alexandra Victoria Agnes）。
家族からはドイツ語の愛称でルイシェン(Louischen)と呼ばれた。

## 生涯
1860年7月25日、フリードリヒ・カールとその妃でアンハルト＝デッサウ公レオポルト4世の娘であるマリア・アンナの間に第4子としてポツダム近郊の大理石宮殿で生まれた。父はプロイセン王子カールとその妃マリーの間に生まれた長男で、ドイツ皇帝ヴィルヘルム1世の甥にあたる。フリードリヒ・カールは普仏戦争に従軍した軍人であった。
1878年にポツダムでコノート公アーサーと出会い、婚約が成立する。姑のヴィクトリア女王はルイーゼ・マルガレーテの両親が不仲であることを心配したが、積極的に反対する理由がないため、この結婚を認めた。
1879年3月13日、ウィンザー城の聖ジョージ礼拝堂で結婚した。結婚後20年間は、夫の赴任先について各地を転々とし、アーサーがカナダ総督を務めた間も同行していた。夫との間に1男2女をもうけた。
- マーガレット （1882年 - 1920年） - スウェーデン王子グスタフ・アドルフ（のちの国王グスタフ6世アドルフ）妃。
- アーサー（1883年 - 1938年） - ファイフ女公アレクサンドラ王女と結婚。公位継承前に死去。
- パトリシア（1886年 - 1974年） - 父の部下で軍人のアレグザンダー・ラムゼイと結婚。

1917年、2年にかけて大流行したインフルエンザにルイーズも感染し、気管支炎を併発して、クラレンス・ハウスで急死した。ウィンザー・フロッグモアにあるイギリス王室の墓所に埋葬された。